# Przeszczepienie flory kałowej
Przeszczepienie flory kałowej, przeszczep kału – zabieg polegający na przeszczepieniu bakterii kałowych pochodzących z osoby zdrowej na biorcę. Ograniczona liczba badań wskazuje, że metoda ta jest skuteczna w leczeniu pacjentów, u których wystąpiło nawracające zakażenie wywołane przez Clostridium difficile, które może występować pod postacią nawracającej biegunki lub rzekomobłoniastego zapalenia jelit.